# 유럽의 대 온천 마을

유럽의 대 온천 마을(The Great Spa Towns of Europe)은 유럽 각지에 존재하는 온천 마을을 총칭하는 명칭으로, 오스트리아, 벨기에, 체코, 독일, 프랑스, 이탈리아, 영국 등 7개국 11개 도시에 위치하는 초국가적 문화유산이다. 2021년 제44회 세계유산위원회에서 문화유산에 등재되었다.

## 개요
18세기 초부터 1930년대까지 지속적으로 발전해온 유럽의 국제적인 스파 문화를 증명하는 문화유산이다. 온천 뿐만 아니라 치료를 목적으로 하는 건물과 방이 있으며 온천 건물 주변에 형성된 정원과 조립실, 카지노, 극장, 호텔, 빌라 등의 다양한 형태의 인프라는 현대 리조트의 모태이다. 각 국가와 지역별 특징을 살린 특색 있는 시설들은 도시 경관과 어우러지며 온천 목욕을 통한 정신 건강의 회복과 인간의 가치, 의학, 과학의 발전의 가치관을 구현하고 있다.

## 등재 목록
| No. | 사진 | 소재국     | 도시               | 유네스코 지정번호 |
| --- | ---- | ---------- | ------------------ | ----------------- |
| 1   |      | 오스트리아 | 바덴바이빈         | 1613-001          |
| 2   |      | 벨기에     | 스파               | 1613-002          |
| 3   |      | 체코       | 프란티슈코비라즈네 | 1613-003          |
| 4   |      | 체코       | 카를로비바리       | 1613-004          |
| 5   |      | 체코       | 마리안스케라즈네   | 1613-005          |
| 6   |      | 프랑스     | 비시               | 1613-006          |
| 7   |      | 독일       | 바트엠스           | 1613-007          |
| 8   |      | 독일       | 바덴바덴           | 1613-008          |
| 9   |      | 독일       | 바트키싱엔         | 1613-009          |
| 10  |      | 이탈리아   | 몬테카티니테르메   | 1613-010          |
| 11  |      | 영국       | 바스               | 1613-011          |